# Ex-Files 3: The Return of the Exes
Série
Ex-Files 2
(2015)
Pour plus de détails, voir Fiche technique et Distribution.
Ex-Files 3: The Return of the Exes (前任3:再见前任, Qian Ren 3: Zai Jian Qian Ren) est une comédie romantique chinoise réalisée par Tian Yusheng, sortie le 29 décembre 2017. C'est le troisième opus de la série des Ex-Files après Ex-Files (en) (2014) et Ex-Files 2 (en) (2015).
Il est premier du box-office chinois de 2018 lors de sa première semaine d'exploitation.

## Synopsis
Deux bons potes, Meng Yun (Han Geng) et Yu Fei (Zheng Kai (en)), décident de quitter leurs copines pour vivre en célibataires libres. Mais les filles en question voient la chose autrement.